# 봉화 북지리 석조반가상
봉화 북지리 석조반가상(奉化 北枝里 石造半跏像)은 대구 북구  대학로 80, 경북대학교박물관 (산격동,경북대학교)에 있는 삼국시대의 석조 불상이다. 1989년 4월 10일 대한민국의 보물 제997호로 지정되었다.
북지리의 마애불좌상 옆에 있던 것을 1966년 경북대학교로 옮겨다 놓은 것이다. 높이 1.6m 가량에 상반신은 깨져 없어지고, 하반신과 다른 돌로 만든 둥근 연꽃무늬 발받침대만이 남아 있지만, 우수한 조각기법으로 만들어진 작품이다.

## 같이 보기
- 봉화 북지리 마애여래좌상 - 국보 제201호

## 참고 자료
- 봉화 북지리 석조반가상 - 국가유산청 국가유산포털